# Erythrodiplax transversa
Erythrodiplax transversa là loài chuồn chuồn trong họ Libellulidae. Loài này được Borror mô tả khoa học đầu tiên năm 1957.